# Nauheim
Nauheim è un comune tedesco di 10 840 abitanti,, situato nel land dell'Assia.